# Л'Алкерія-д'Азнар
Л'Алкерія-д'Азнар, Алькерія-де-Аснар (валенс. L'Alqueria d'Asnar (офіційна назва), ісп. Alquería de Aznar) — муніципалітет в Іспанії, у складі автономної спільноти Валенсія, у провінції Аліканте. Населення — 494 особи (2010).

## Географія
Муніципалітет розташований на відстані близько 340 км на південний схід від Мадрида, 47 км на північ від Аліканте.

## Демографія
Динаміка населення (INE ):

## Галерея зображень

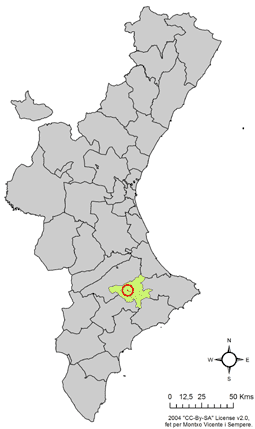
Розташування муніципалітету Л'Алкерія-д'Азнар у автономній спільноті Валенсія
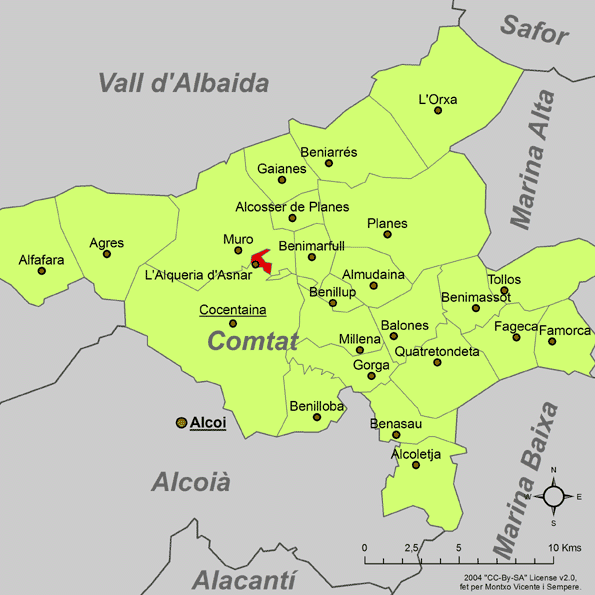
Розташування муніципалітету Л'Алкерія-д'Азнар у комарці Кондадо-де-Косентайна